# Nattages
Nattages è un comune francese soppresso e frazione del dipartimento dell'Ain della regione dell'Alvernia-Rodano-Alpi. Dal 1º gennaio 2016 si è fuso con il comune di Parves per formare il nuovo comune di Parves-et-Nattages.

## Società

### Evoluzione demografica
Abitanti censiti